# Shiva Naipaul
Shiva Naipaul, nato Shivadhar Srinivasa Naipaul (Port of Spain, 25 febbraio 1945 – Camden, 13 agosto 1985), è stato uno scrittore trinidadiano naturalizzato britannico.

## Biografia
Fratello del futuro Premio Nobel per la letteratura Vidiadhar Surajprasad Naipaul, nasce il 25 febbraio 1945 a Port of Spain.
Educato al Queen's Royal College e al Saint Mary's College nella città natale, si trasferisce in Gran Bretagna grazie a una borsa di studio e s'iscrive all'University College di Oxford dove segue i corsi di filosofia, psicologia, fisiologia e successivamente lingua cinese.
Esordisce nel 1970 con il romanzo Fireflies e in seguito pubblica 3 opere di saggistica, due raccolte di racconti e altri due romanzi (il cui impatto sul mondo letterario rimane in secondo piano rispetto al più celebre fratello maggiore) concentrando la sua opera sulle problematiche e le contraddizioni del terzo mondo.
Tra i riconoscimenti ottenuti nel corso della sua carriera si segnala un Costa Book Awards nel 1973 per The Chip-Chip Gatherers.
Muore a 40 anni il 13 agosto 1985 a Camden a causa di un infarto miocardico acuto.

## Opere

### Romanzi
- Fireflies (1970)
- The Chip-Chip Gatherers (1973)
- A Hot Country (1983)

### Saggi
- A Nord del Sud: un viaggio africano (North of South, 1978), Milano, Serra e Riva, 1989 traduzione di Ilide Carmignani ISBN 88-7798-020-6.
- Black and White (1980)
- An Unfinished Journey (1986)

### Raccolte di racconti
- Beyond the Dragon's Mouth: Stories and Pieces (1984)
- A Man of Mystery and Other Stories (1995)

## Premi e riconoscimenti
- Winifred Holtby Memorial Prize: 1970 vincitore con Fireflies
- John Llewellyn Rhys Prize: 1971 vincitore con Fireflies[8]
- Costa Book Awards: 1973 vincitore nella categoria "Miglior Romanzo" con The Chip-Chip Gatherers